# Laboratório de Radioastronomia
O Laboratório de Radioastronomia (RAL, do inglês Radio Astronomy Lab) é uma Unidade Organizada de Pesquisa (ORU) dentro do Departamento de Astronomia da Universidade da Califórnia em Berkeley. Foi fundado pelo membro do corpo docente Harold Weaver em 1958.
Até 2012, o RAL mantinha um observatório de radioastronomia em Hat Creek, perto do Monte Lassen. Continua a apoiar instalações laboratoriais no campus, no Campbell Hall. De 1998 a 2012, o RAL colaborou com o Instituto SETI de Mountain View, Califórnia, para projetar, construir e operar o Allen Telescope Array (ATA).
O RAL tem sido fundamental para a criação de vários observatórios de rádio, incluindo:
- Observatório de Rádio Hat Creek (HCRO),
- o Allen Telescope Array (ATA),
- o Arranjo da Associação Berkeley-Illinois-Maryland (BIMA),
- o Arranjo Combinado para Pesquisa em Astronomia de Ondas Milimétricas (CARMA),
- o Arranjo de Precisão para Sondagem da Época de Reionização (PAPER)

## Interesses de pesquisa
- Interferometria de comprimento de onda milimétrico
- Interferometria de linha de base muito longa
- Interferometria de rádio de baixa frequência visando a Época de Reionização
- Pulsares e outros fenômenos transitórios de rádio
- Instrumentação de Processamento digital de sinais (DSP)

## Diretores
- Carl Heiles (diretor, 2010–atual)[2]
- Donald Backer (diretor, 2008–2010), falecido
- Leo Blitz (diretor, 1996–2008)
- William "Jack" Welch (diretor, 1972–1996), aposentado
- Harold Weaver (diretor, 1958–1972), aposentado

## Corpo docente atual
O corpo docente atual inclui:
- Carl Heiles
- Leo Blitz
- Imke de Pater
- Geoff Bower
- Aaron Parsons

## Equipe científica sênior
- Dick Plambeck[4]
- Melvyn Wright